# Mercedes-Benz W246
Mercedes-Benz W246 — серия компактных легковых автомобилей немецкой торговой марки Mercedes-Benz. Является вторым поколением B-класса, представленным в 2011 году на Франкфуртском автосалоне. Производство было налажено на заводе в городе Раштатт, Германия, а также Кечкемет, Венгрия. В продажу на Европейский рынок серия поступила в ноябре 2011 года, в Японию — в апреле 2012 года. Модельный ряд включает как бензиновые, так и дизельные силовые агрегаты. Кроме того, существуют версии с электродвигателем («Electric Drive»).
К 2013 году компания Mercedes-Benz реализовала более 230 000 автомобилей второго поколения B-класса. В 2015 году серия претерпела рестайлинг, который слегка затронул внешний вид автомобиля, модельный ряд двигателей, оформление салона, а также набор дополнительных опций и вспомогательных систем.

## История
Mercedes-Benz B180 CDI BlueEFFICIENCY в 2012 году
Второе поколение было представлено на Франкфуртском автосалоне в сентябре 2011 года. Продажи в Европе начались в ноябре 2011 года, в Японии — в апреле 2012 года. Первоначальными версиями модели были B180, B200, B200 CDI. B160 CDI, B180 CDI BlueEFFICIENCY Edition, B220 4MATIC появились позже, в сентябре 2012 года. В 2013 году вышла первая полноприводная версия B-класса — модель B220 4Matic с двухлитровым 184-сильным (300 Н·м) двигателем.
В 2015 году серия претерпела рестайлинг. Обновлённый автомобиль получил видоизменённый передний бампер с увеличенными воздухозаборниками, а также слегка модифицированную решётку радиатора и фары головного света
(общая стилистика соответствует моделям A/CLA-классов). Кроме того, для заказа стала доступна полностью светодиодная оптика. В интерьере рестайлингового B-класса появился 8-дюймовый экран мультимедийной системы, модифицированная подсветка салона (водитель может выбрать один из 12 цветов), а в списке дополнительных опций появилась система бесключевого доступа Keyless-Go. Модельный ряд хетчбэка представлен двумя бензиновыми и двумя дизельными агрегатами: бензиновые 1,6-литровый (122 л. с. / 155 л. с.) и 2,0-литровый (184 л. с. / 211 л. с.), а также дизельные 1,5-литровый агрегат Renault (90 л.с и 109 л.с.) и 2,1-литровый (136 л. с.). Также доступна электрическая модификация Electric Drive, в основе которой лежит двигатель мощностью 180 лошадиных сил. Рестайлинг также добавил в модельный ряд три полноприводные модели: B250 4Matic, B200 CDI 4Matic и B220 CDI 4Matic.
После рестайлинга модель предлагается в трёх новых вариантах дизайна и оснащения: Style, Urban (серый компакт в «Крупном плане») и AMG Line. В дополнение к ним предусмотрено три стайлинг-пакета — Night, Exclusive и AMG Exclusive. Кроме того, в качестве опции стала также доступна адаптивная подвеска Dynamic Select с четырьмя режимами настроек: Comfort, Sport, Eco и Individual. Продажи обновлённого автомобиля в Европе стартовали в сентябре 2015 года, а доставка клиентам началась в конце ноября.

## Описание

### Двигатели

#### Бензиновые
| Модель                           | B 160                                   | B 180 BlueEFFICIENCY Edition       | B 180                              | B 180                              | B 200                               | B 200                               | B 200 Natural Gas Drive             | B 220 4MATIC                        | B 250                               | B 250 4MATIC                        |                              |
| Годы производства                | с 08/2015                               | с 03/2015                          | 11/2011–11/2014                    | с 11/2014                          | 11/2011–11/2014                     | с 11/2014                           | с 01/2013                           | с 07/2013                           | с 05/2012                           | с 11/2014                           |                              |
| Характеристики                   |                                         |                                    |                                    |                                    |                                     |                                     |                                     |                                     |                                     |                                     |                              |
| Двигатель*                       | M270 DE 16 AL red.                      | M270 DE 16 AL red.                 | M270 DE 16 AL red.                 | M270 DE 16 AL red.                 | M270 DE 16 AL                       | M270 DE 16 AL                       | M270 DE 20 AL                       | M270 DE 20 AL                       | M270 DE 20 AL                       | M270 DE 20 AL                       |                              |
| Тип двигателя                    | бензиновый R4                           | бензиновый R4                      | бензиновый R4                      | бензиновый R4                      | бензиновый R4                       | бензиновый R4                       | бензиновый/газовый R4               | бензиновый R4                       | бензиновый R4                       | бензиновый R4                       |                              |
| Система питания                  | прямой впрыск                           | прямой впрыск                      | прямой впрыск                      | прямой впрыск                      | прямой впрыск                       | прямой впрыск                       | прямой впрыск                       | прямой впрыск                       | прямой впрыск                       | прямой впрыск                       |                              |
| Оснащение                        | турбонагнетатель                        | турбонагнетатель                   | турбонагнетатель                   | турбонагнетатель                   | турбонагнетатель                    | турбонагнетатель                    | турбонагнетатель                    | турбонагнетатель                    | турбонагнетатель                    | турбонагнетатель                    |                              |
| Рабочий объём                    | 1595 см3                                | 1595 см3                           | 1595 см3                           | 1595 см3                           | 1595 см3                            | 1595 см3                            | 1991 см3                            | 1991 см3                            | 1991 см3                            | 1991 см3                            |                              |
| Мощность                         | 75 кВт (102 л. с.) при 4500–6000 об/мин | 90 кВт (122 л. с.) при 5000 об/мин | 90 кВт (122 л. с.) при 5000 об/мин | 90 кВт (122 л. с.) при 5000 об/мин | 115 кВт (156 л. с.) при 5300 об/мин | 115 кВт (156 л. с.) при 5300 об/мин | 115 кВт (156 л. с.) при 5000 об/мин | 135 кВт (184 л. с.) при 5500 об/мин | 155 кВт (211 л. с.) при 5500 об/мин | 155 кВт (211 л. с.) при 5500 об/мин |                              |
| Крутящий момент                  | 180 Н·м при 1200–3500 об/мин            | 200 Н·м при 1250–4000 об/мин       | 200 Н·м при 1250–4000 об/мин       | 200 Н·м при 1250–4000 об/мин       | 250 Н·м при 1250–4000 об/мин        | 250 Н·м при 1250–4000 об/мин        | 270 Н·м при 1250–4000 об/мин        | 300 Н·м при 1250–4000 об/мин        | 350 Н·м при 1250–4000 об/мин        | 350 Н·м при 1250–4000 об/мин        | 350 Н·м при 1250–4000 об/мин |
| Доп-ные данные                   |                                         |                                    |                                    |                                    |                                     |                                     |                                     |                                     |                                     |                                     |                              |
| Максимальная скорость            | 190 км/ч [ 190 км/ч ]                   | 190 км/ч                           | 190 км/ч [ 190 км/ч ]              | 200 км/ч [ 200 км/ч ]              | 220 км/ч [ 220 км/ч ]               | 220 км/ч [ 220 км/ч ]               | 200 км/ч [ 200 км/ч ]               | 225 км/ч                            | 240 км/ч                            | 235 км/ч                            |                              |
| Разгон с 0 до 100 км/ч           | 10,7 с [ 10,6 с ]                       | 9,3 с                              | 10,4 с [ 10,2 с ]                  | 9,3 с [ 9,2 с ]                    | 8,6 с [ 8,4 с ]                     | 8,6 с [ 8,4 с ]                     | 9,2 с [ 9,1 с ]                     | 7,5 с                               | 6,5 с                               | 6,5 с                               |                              |
| Средний расход топлива на 100 км | 5,5–5,6 л Super [ 5,4–5,6 л Super]      | 5,2 л Super                        | 5,9–6,2 л Super [ 5,9–6,2 л Super] | 5,6 л Super [ 5,4 л Super]         | 5,9–6,2 л Super [ 5,9–6,2 л Super]  | 5,6 л Super [ 5,4 л Super]          | 4,3–4,4 кг газа [ 4,2–4,3 кг газа ] | 6,5–6,7 л Super                     | 6,1–6,3 л Super                     | 6,6 л Super                         |                              |
| Средний выброс CO2               | 126–130 г/км [ 125–130 г/км ]           | 122 г/км                           | 137–144 г/км [ 137–145 г/км ]      | 129 г/км [ 125 г/км ]              | 138–144 г/км [ 138–145 г/км ]       | 130 г/км [ 125 г/км ]               | 117–119 г/км [ 115–117 г/км ]       | 151–156 г/км                        | 141–147 г/км                        | 154 г/км                            |                              |
| Экологические нормы выбросов     | Евро-6                                  | Евро-6                             | Евро-6                             | Евро-6                             | Евро-6                              | Евро-6                              | Евро-6                              | Евро-6                              | Евро-6                              | Евро-6                              |                              |

 * Расшифровка обозначений двигателей: M = бензиновый двигатель; OM = дизельный двигатель; E = впрыск во впускной коллектор; KE = впрыск во впускной коллектор, компрессорный наддув;  DE = прямой впрыск; ML = компрессор; L = охлаждение наддувочного воздуха; A = турбокомпрессор; red. = пониженные характеристики (мощность, рабочий объём); LS = повышенная производительность.
1. 1 2 3  До мая 2013 года продавались как B180 BlueEFFICIENCY, B200 BlueEFFICIENCY и B250 BlueEFFICIENCY.
2. ↑  В Китае продавалась как B260.
3. ↑  До ноября 2013 года указывалось 220 км/ч.

#### Дизельные
| Модель                           | B 160 CDI                              | B 180 CDI                          | B 180 CDI BlueEFFICIENCY Edition   | B 180 CDI                               | B 200 CDI                                | B 200 CDI                                | B 200 CDI 4MATIC                         | B 220 CDI                                | B 220 CDI                                | B 220 CDI                                | B 220 CDI 4MATIC                         |
| Годы производства                | с 09/2013                              | с 06/2013                          | с 09/2013                          | 11/2011–10/2013                         | 11/2011–11/2014                          | с 11/2014                                | с 11/2014                                | 12/2012–02/2014                          | 03/2014–09/2014                          | с 09/2014                                | с 09/2014                                |
| Характеристики                   |                                        |                                    |                                    |                                         |                                          |                                          |                                          |                                          |                                          |                                          |                                          |
| Двигатель*                       | OM607 DE 15 LA                         | OM607 DE 15 LA                     | OM607 DE 15 LA                     | OM651 DE 18 LA red.                     | OM651 DE 18 LA                           | OM651 DE 22 LA red.                      | OM651 DE 22 LA red.                      | OM651 DE 22 LA                           | OM651 DE 22 LA                           | OM651 DE 22 LA                           | OM651 DE 22 LA                           |
| Тип двигателя                    | дизельный R4                           | дизельный R4                       | дизельный R4                       | дизельный R4                            | дизельный R4                             | дизельный R4                             | дизельный R4                             | дизельный R4                             | дизельный R4                             | дизельный R4                             | дизельный R4                             |
| Система питания                  | прямой впрыск Common rail              | прямой впрыск Common rail          | прямой впрыск Common rail          | прямой впрыск Common rail               | прямой впрыск Common rail                | прямой впрыск Common rail                | прямой впрыск Common rail                | прямой впрыск Common rail                | прямой впрыск Common rail                | прямой впрыск Common rail                | прямой впрыск Common rail                |
| Оснащение                        | турбонагнетатель                       | турбонагнетатель                   | турбонагнетатель                   | турбонагнетатель                        | турбонагнетатель                         | турбонагнетатель                         | турбонагнетатель                         | турбонагнетатель                         | турбонагнетатель                         | турбонагнетатель                         | турбонагнетатель                         |
| Рабочий объём                    | 1461 см3                               | 1461 см3                           | 1461 см3                           | 1796 см3                                | 1796 см3                                 | 2143 см3                                 | 2143 см3                                 | 2143 см3                                 | 2143 см3                                 | 2143 см3                                 | 2143 см3                                 |
| Мощность                         | 66 кВт (90 л. с.) при 2750–4000 об/мин | 80 кВт (109 л. с.) при 4000 об/мин | 80 кВт (109 л. с.) при 4000 об/мин | 80 кВт (109 л. с.) при 3200–4600 об/мин | 100 кВт (136 л. с.) при 3600–4400 об/мин | 100 кВт (136 л. с.) при 3200–4000 об/мин | 100 кВт (136 л. с.) при 3400–4400 об/мин | 125 кВт (170 л. с.) при 3400–4000 об/мин | 125 кВт (170 л. с.) при 3400–4000 об/мин | 130 кВт (177 л. с.) при 3600–3800 об/мин | 130 кВт (177 л. с.) при 3600–3800 об/мин |
| Крутящий момент                  | 220 Н·м при 1700–2500 об/мин           | 260 Н·м при 1750–2500 об/мин       | 260 Н·м при 1750–2500 об/мин       | 250 Н·м при 1400–2800 об/мин            | 300 Н·м при 1600–3000 об/мин             | 300 Н·м при 1400–3000 об/мин             | 300 Н·м при 1400–3000 об/мин             | 350 Н·м при 1400–3400 об/мин             | 350 Н·м при 1400–3400 об/мин             | 350 Н·м при 1400–3400 об/мин             | 350 Н·м при 1400–3400 об/мин             |
| Доп-ные данные                   |                                        |                                    |                                    |                                         |                                          |                                          |                                          |                                          |                                          |                                          |                                          |
| Максимальная скорость            | 180 км/ч [ 180 км/ч ]                  | 190 км/ч [ 190 км/ч ]              | 190 км/ч                           | 190 км/ч [ 190 км/ч ]                   | 210 км/ч [ 210 км/ч ]                    | 210 км/ч [ 210 км/ч ]                    | 207 км/ч                                 | 220 км/ч                                 | 220 км/ч                                 | 224 км/ч                                 | 220 км/ч                                 |
| Разгон с 0 до 100 км/ч           | 14,0 с [ 14,3 с ]                      | 11,6 с [ 11,9 с ]                  | 11,6 с                             | 10,9 с [ 10,7 с ]                       | 9,5 с [ 9,3 с ]                          | 9,9 с [ 9,8 с ]                          | 9,8 с                                    | 8,3 с                                    | 8,3 с                                    | 8,3 с                                    | 8,3 с                                    |
| Средний расход топлива на 100 км | 4,1–4,5 л [ 4,0–4,4 л ]                | 4,1–4,5 л [ 4,0–4,4 л ]            | 3,6 л                              | 4,4–4,6 л [ 4,4–4,7 л ]                 | 4,4–4,6 л [ 4,4–4,7 л ]                  | 4,3 л [ 4,0 л ]                          | 5,0 л                                    | 4,4–4,6 л                                | 4,1–4,3 л                                | 4,1–4,3 л                                | 5,0 л                                    |
| Средний выброс CO2               | 108–117 г/км [ 104–117 г/км ]          | 108–117 г/км [ 104–117 г/км ]      | 94 г/км                            | 114–121 г/км [ 115–122 г/км ]           | 115–121 г/км [ 116–122 г/км ]            | 111 г/км [ 104 г/км ]                    | 130 г/км                                 | 114–120 г/км                             | 107–111 г/км                             | 107–111 г/км                             | 130 г/км                                 |
| Экологические нормы выбросов     | Евро-6                                 | Евро-6                             | Евро-5                             | Евро-5                                  | Евро-5                                   | Евро-6                                   | Евро-6                                   | Евро-6                                   | Евро-6                                   | Евро-6                                   | Евро-6                                   |

 * Расшифровка обозначений двигателей: M = бензиновый двигатель; OM = дизельный двигатель; E = впрыск во впускной коллектор; KE = впрыск во впускной коллектор, компрессорный наддув;  DE = прямой впрыск; ML = компрессор; L = охлаждение наддувочного воздуха; A = турбокомпрессор; red. = пониженные характеристики (мощность, рабочий объём); LS = повышенная производительность.
1. 1 2 3  До мая 2013 года продавались как B180 CDI BlueEFFICIENCY, B200 CDI BlueEFFICIENCY и B220 CDI BlueEFFICIENCY.
2. ↑  До конца ноября 2013 года соответствовала нормам Евро-5.

### Безопасность
В 2011 году автомобиль прошёл тест Euro NCAP:
| Euro NCAP                                                   | Euro NCAP | Euro NCAP | Euro NCAP             |
| ----------------------------------------------------------- | --------- | --------- | --------------------- |
| · общий рейтинг                                             |           |           |                       |
| 97%                                                         | 81%       | 56%       | 86%                   |
| взрослый пассажир                                           | ребёнок   | пешеход   | активная безопасность |
| Протестированная модель: Mercedes-Benz B200 CDI, LHD (2011) |           |           |                       |

## Модификации

### Electric Drive

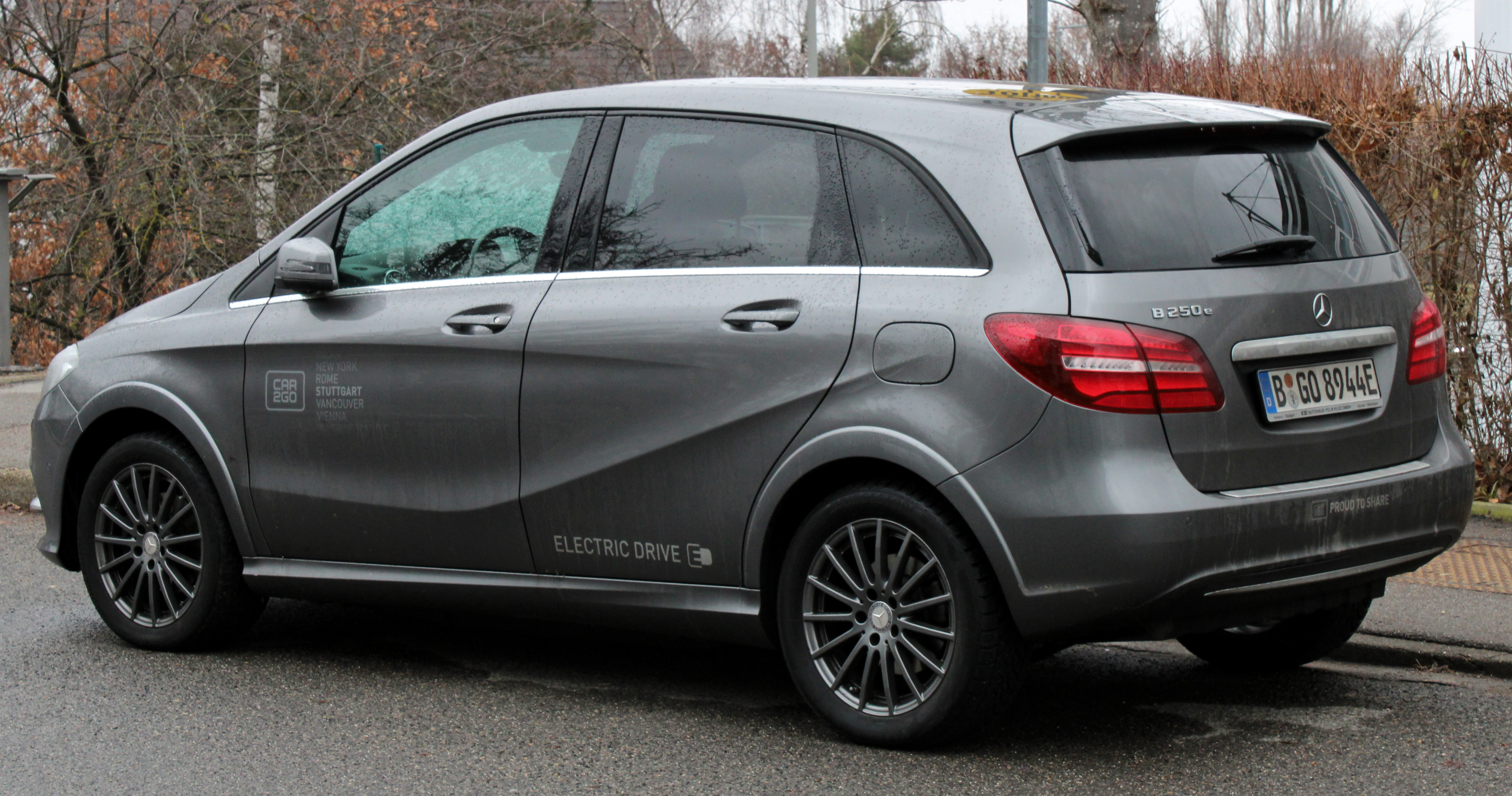

Электрическая версия модели W246 была представлена широкой публике на Парижском автосалоне в октябре 2012 года. Автомобиль оснастили электромотором мощностью в 134 л. с. и 310 Н·м крутящего момента. Блок батарей разместили под полом рядом с задней осью. Запаса аккумуляторов хватает на 200 км пути.